# Walter G. Andrews

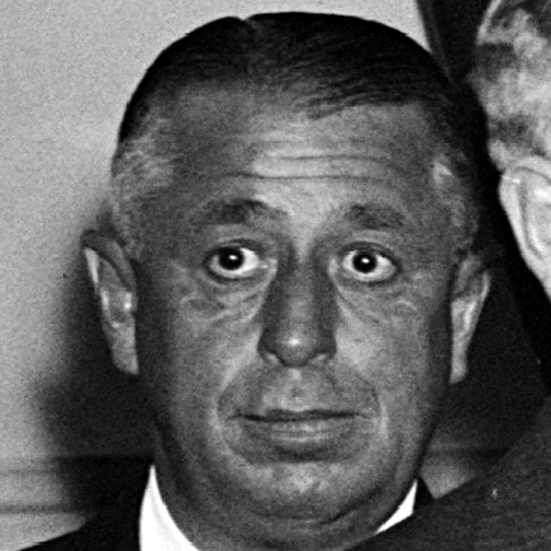
Walter G. Andrews (1937)

Walter Gresham Andrews  (* 16. Juli 1889 in Evanston, Illinois; † 5. März 1949 in Daytona Beach, Florida) war ein US-amerikanischer Politiker. Zwischen 1931 und 1949 vertrat er den Bundesstaat New York im US-Repräsentantenhaus.

## Werdegang
Walter Andrews besuchte die öffentlichen Schulen seiner Heimat und in Buffalo, wohin er im Jahr 1902 mit seinen Eltern gezogen war. Im Jahr 1908 absolvierte er die Lawrenceville Academy in New Jersey. Daran schloss sich bis 1913 ein Jurastudium an der Princeton University an. Es ist aber nicht überliefert, ob er jemals als Jurist gearbeitet hat. Von 1913 bis 1915 trainierte er das Footballteam der Princeton University; sein Nachfolger als Trainer wurde Wilder Penfield. Während eines Grenzkonflikts mit Mexiko war er als einfacher Soldat mit der Nationalgarde seines Staates an der dortigen Grenze eingesetzt. Im Ersten Weltkrieg diente er als Oberleutnant der amerikanischen Streitkräfte in Frankreich bei einer Maschinengewehreinheit. Später brachte er es bis zum Major. Für seine militärischen Leistungen wurde er mit dem Distinguished Service Cross ausgezeichnet. Von 1914 bis 1925, mit der Unterbrechung durch seine Militärzeit, war er Leiter und Verkaufsmanager der in Buffalo ansässigen Firma Pratt & Lambert, Inc. In den Jahren 1929 und 1930 leitete er im siebten Zählbezirk des Staates New York die Behörde zur Volkszählung. Außerdem wurde er Direktor beim Buffalo General Hospital. Politisch schloss er sich der Republikanischen Partei an.
Bei den Kongresswahlen des Jahres 1930 wurde Andrews im 40. Wahlbezirk von New York in das US-Repräsentantenhaus in Washington, D.C. gewählt, wo er am 4. März 1931 die Nachfolge von S. Wallace Dempsey antrat. Nach acht Wiederwahlen konnte er bis zum 3. Januar 1949 neun Legislaturperioden im Kongress absolvieren. Seit 1945 vertrat er dort als Nachfolger von John Cornelius Butler den 42. Distrikt seines Staates. Während seiner Zeit im Kongress wurden zwischen 1933 und 1941 die New-Deal-Gesetze der Roosevelt-Regierung verabschiedet, denen Andrews’ Partei eher ablehnend gegenüberstand. 1935 wurden erstmals die Bestimmungen des 20. Verfassungszusatzes angewendet, wonach die Legislaturperiode des Kongresses jeweils am 3. Januar endet bzw. beginnt. Seit 1941 war auch die Parlamentsarbeit von den Ereignissen des Zweiten Weltkrieges und dessen Folgen geprägt.
Seit 1947 war Walter Andrews Vorsitzender des Streitkräfteausschusses. Im Jahr 1948 verzichtete er aus gesundheitlichen Gründen auf eine weitere Kongresskandidatur. Er starb am 5. März 1949 in Daytona Beach.